# Radegast (Bier)
Radegast ist eine tschechische Biermarke und Brauerei in Nošovice bei Frýdek-Místek. Die Brauerei wurde 1965 gegründet. Das Bier ist nach dem slawischen Gott Radegast benannt. Aus dem Namen des Bieres leitet sich der Slogan ab: „Život je hořký: Bohudík“, eine tschechische Redewendung, die ins Deutsche übersetzt „Das Leben ist bitter: Gott sei Dank“ bedeutet (in Anspielung auf den „bitteren“ Geschmack des Bieres). Die Produkte der Brauerei wurden lange von Petr Urban gestaltet.
1988 überstieg die Jahresproduktion erstmals 1 Mio. Hektoliter, 1998 waren es 2 Mio. Hektoliter. Die Brauerei gehört seit 1999 zur Plzeňský Prazdroj a. s. (dem Hersteller des Pilsner Urquell) und damit seit 2017 zum internationalen Konzern Asahi.

## Sorten
- Radegast Originál (4,0 % vol.) Helles Zapfbier
- Radegast Premium (5,0 % vol.) Helles Lagerbier
- Radegast Birell (0,49 % vol.) Alkoholfreies Bier

## Galerie

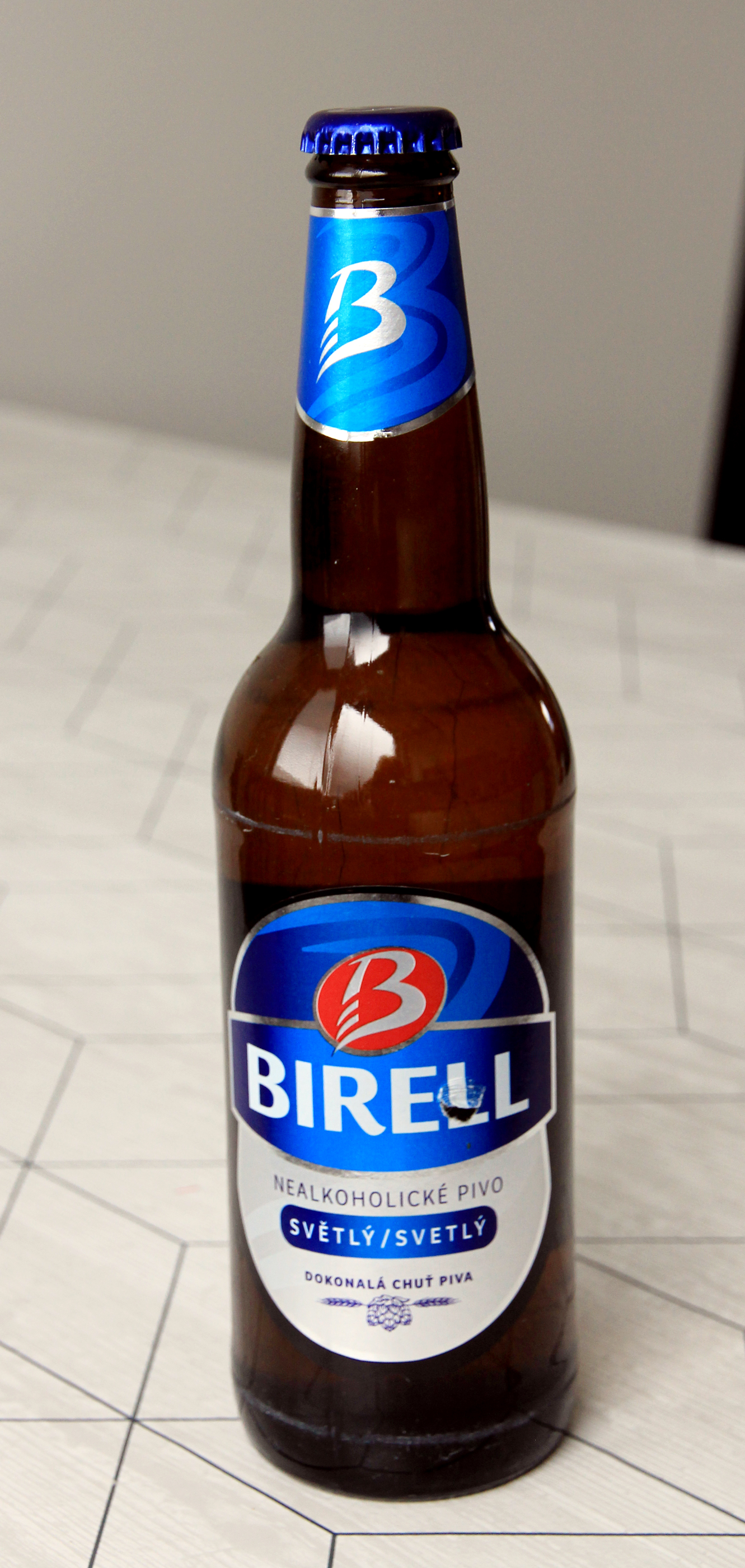
Birell
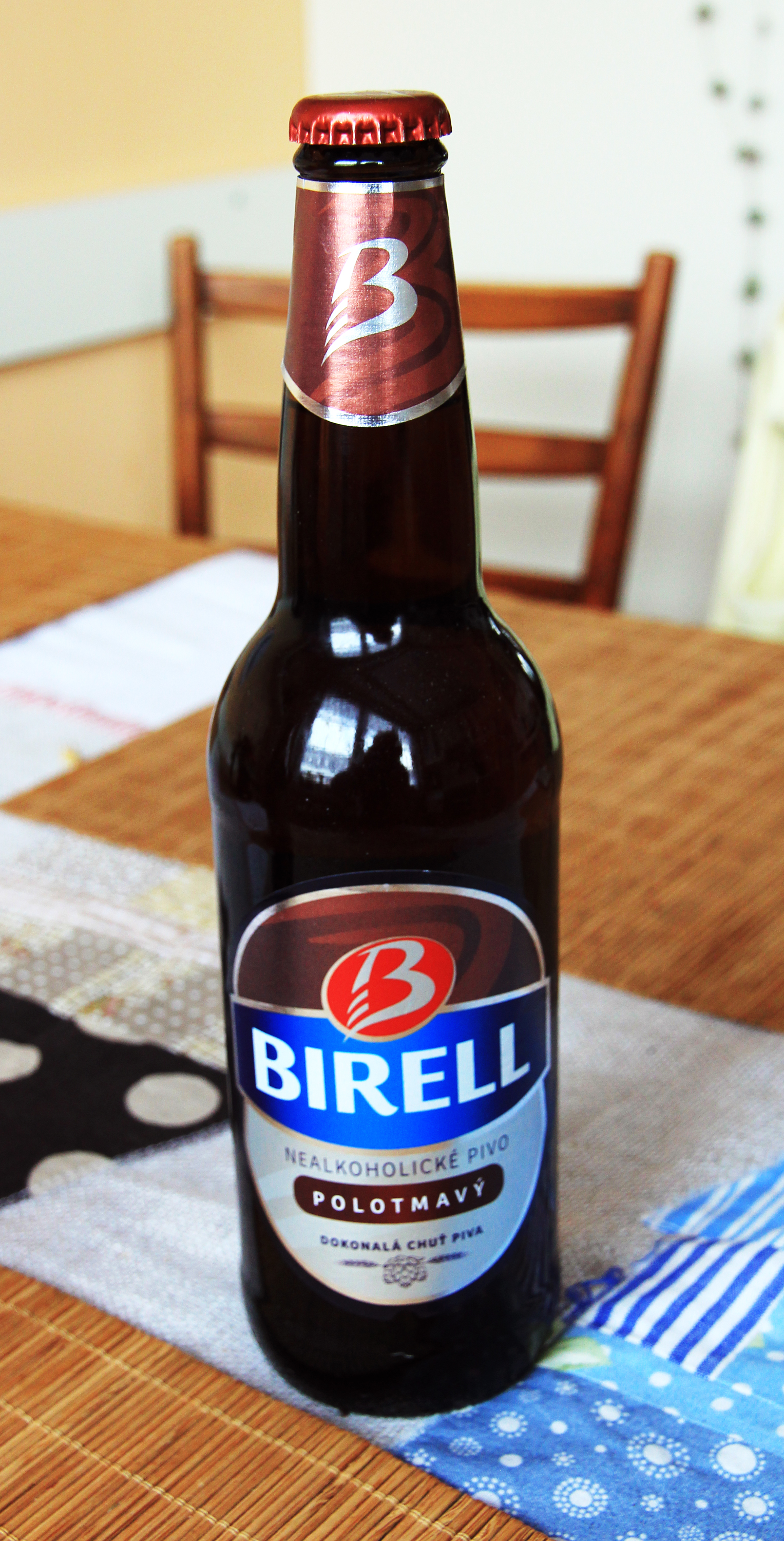
Birell polotmavý
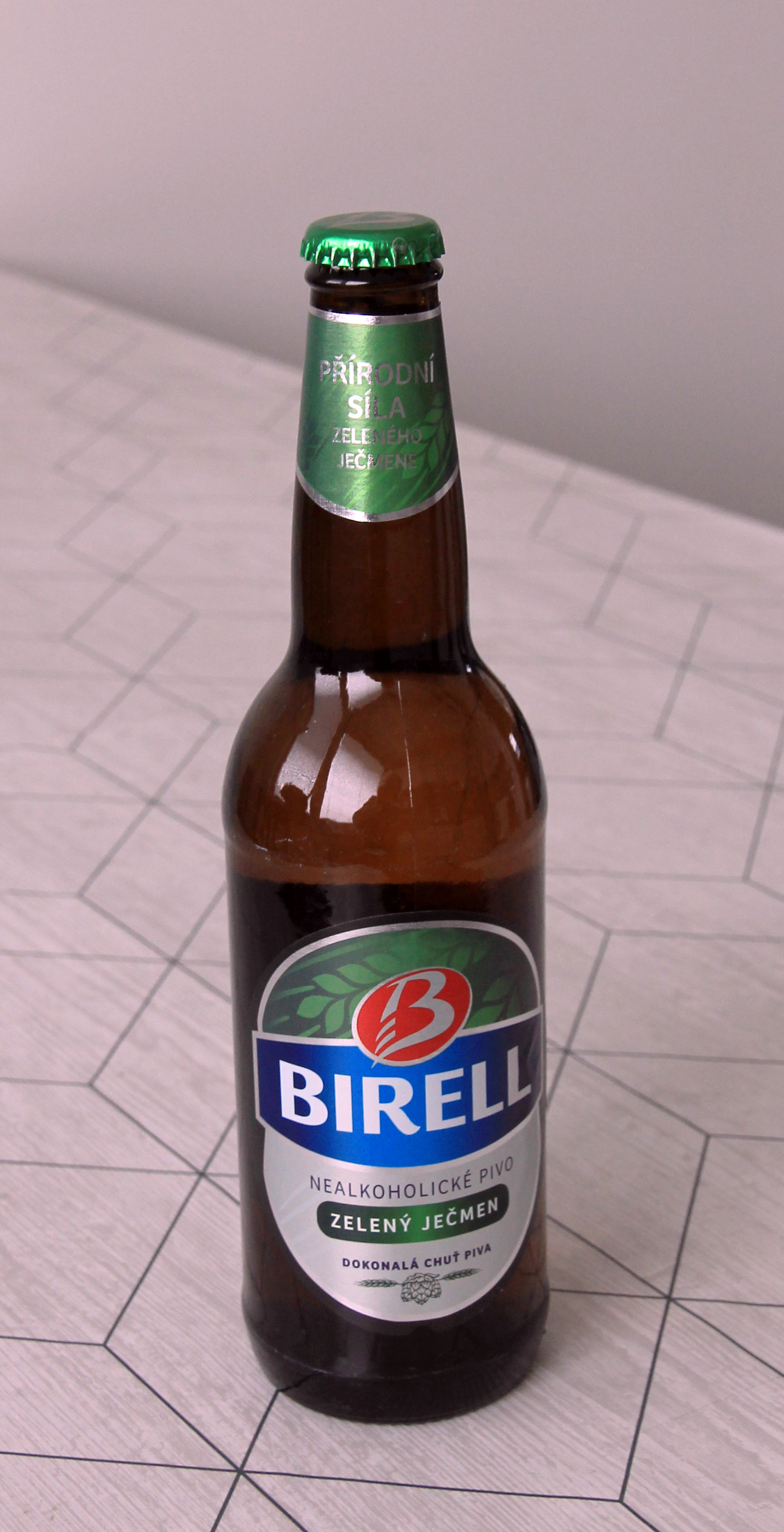
Birell zelený ječmen
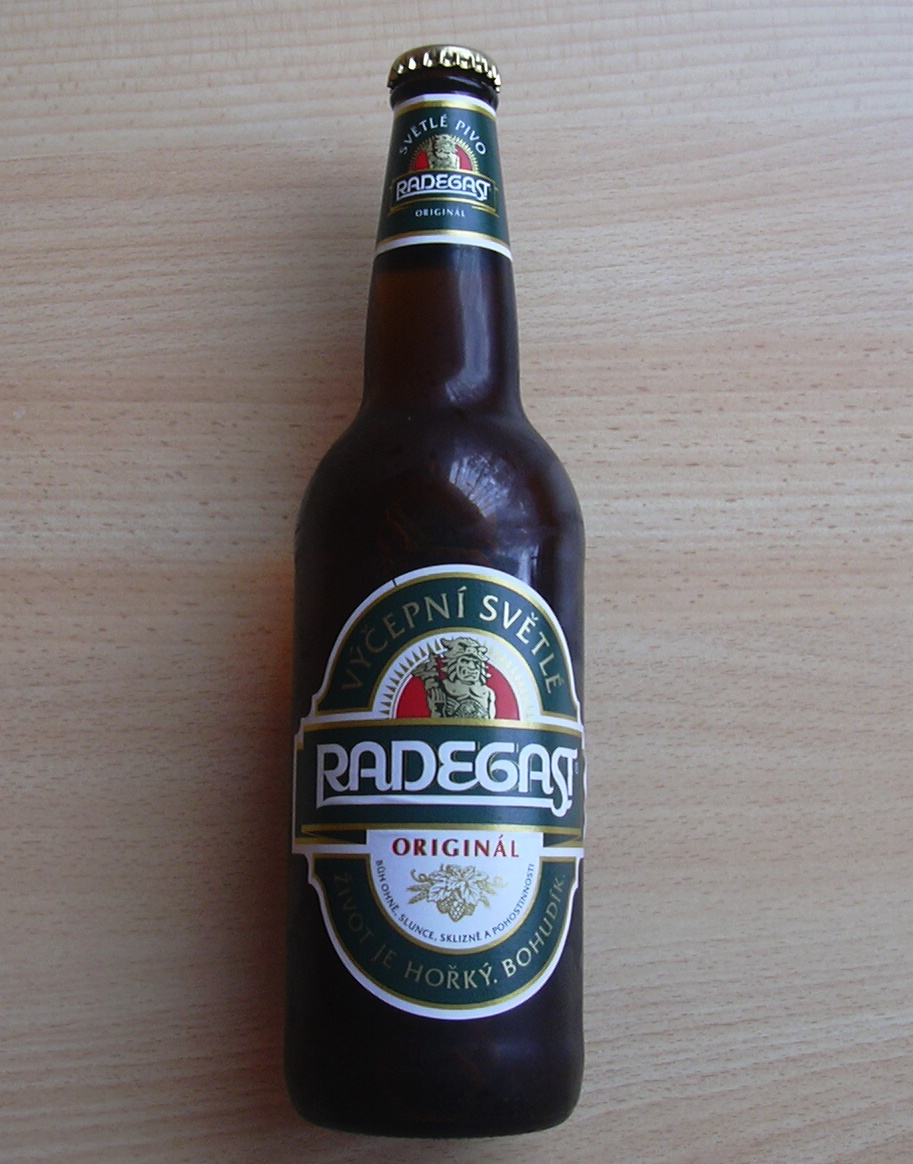
Radegast výčepní světlé
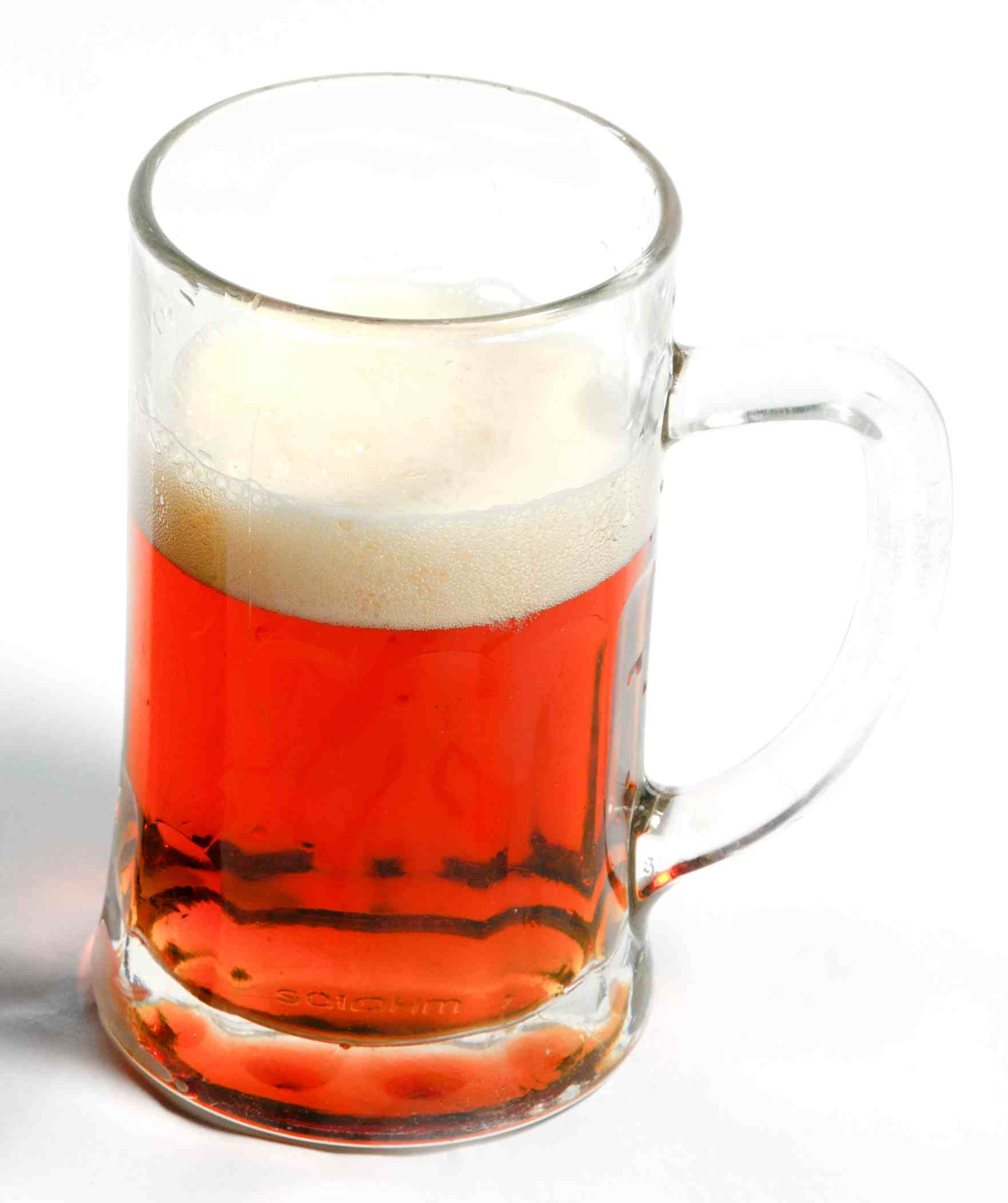
Radegast Temně hořký